# 北谷町運動公園
北谷町運動公園（ちゃたんちょううんどうこうえん）は、沖縄県北谷町美浜にある公園。東シナ海に面した埋め立て地を利用し、1988年（昭和63年）10月11日に開設され、財団法人北谷町公共施設管理公社によって管理されている。約20ヘクタールの面積がある。

## 施設

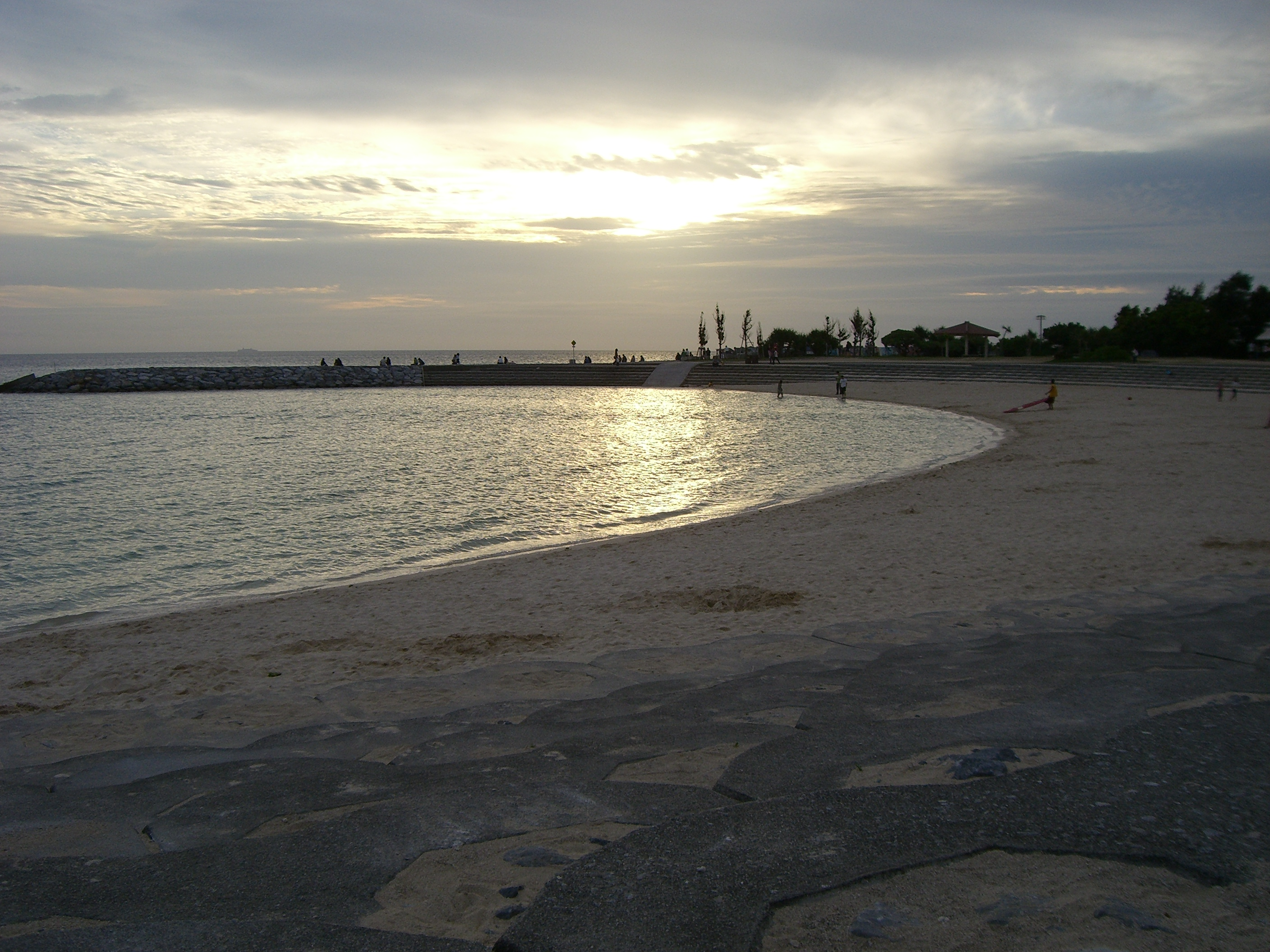
サンセットビーチ（2007年4月）

- 北谷公園陸上競技場
- 北谷公園野球場
- ソフトボール場（収容人員3200人）
- テニスコート（6面）
- 屋内運動場
- プール
- サンセットビーチ（海水浴場）
- ちゃたん恵み温泉

## 周辺
公園の北側にはアメリカンビレッジと呼ばれるリゾート地区が隣接し、公園の南側にはハンビー地区と呼ばれる住宅・商業地域が広がっている。